# Tassadia geniculata
Tassadia geniculata är en oleanderväxtart som beskrevs av J. Fontella Pereira. Tassadia geniculata ingår i släktet Tassadia och familjen oleanderväxter. Inga underarter finns listade i Catalogue of Life.